# Matías Strobel
Matías Strobel (en su idioma natal alemán: Matthaüs Ströbel; 18 de febrero 1696-30 de septiembre de 1769) fue un sacerdote jesuita alemán, que actuó como misionero y explorador en las colonias españolas del Virreinato del Perú desde 1729 hasta la expulsión de la orden de la Compañía de Jesús en 1768, por orden del rey Carlos III de España expedida en 1767.

## Biografía
Nació en la ciudad de Bruck an der Mur, en el Archiducado de Austria, el 18 de febrero de 1696, y fue ordenado sacerdote de la Iglesia católica en Viena.
Llegó a Buenos Aires en 1729 y se incorporó para participar en la tarea de evangelización de los naturales en las misiones instaladas en la provincia jesuítica del Paraguay. En 1732 actuaba en el pueblo de Jesús, en las misiones guaraníes, que gobernó durante siete años.
Posteriormente la Orden amplió su presencia hacia las regiones pampeanas cercanas al Río de la Plata, y también a la Patagonia lindante con las costas del Atlántico, con el auspicio de la Corona Española.
En 1740 Strobel fue designado junto al sacerdote Manuel Querini, al frente de la reducción de “Nuestra Señora de la Limpia Concepción”, en cuya fundación intervino. Esta reducción se creó en la región pampeana al sur del río Salado de Buenos Aires, cerca de su desembocadura, en una zona considerada entonces más allá de los límites del poblamiento español. Esta reducción se formó con indígenas puelches, llamados también pampas serranos, y se mantuvo hasta 1753.
En 1742 intervino en una expedición a la sierra de Casuatí, para concertar paces con los serranos.
En 1745 los superiores de la orden, por indicación del rey Felipe V, lo designaron para integrar una expedición en barco a la Patagonia, en calidad de superior de los sacerdotes José Cardiel y José Quiroga. El rey ordenó registrar las costas del mar desde Buenos Aires hasta el estrecho de Magallanes, fundando en lo posible una población en la bahía de San Julián. El gobernador de Buenos Aires, José de Andonaegui, apoyó la expedición, que partió el 6 de diciembre de 1745.
La travesía afrontó vientos y temporales que entorpecieron los desembarcos. Finalmente Strobel pudo desembarcar en San Julián, y exploró la zona, pero informó sobre la imposibilidad de la fundación por falta de agua dulce, pastos y leña, en un terreno estéril. También desembarcaron en la ría Deseado, y recorrieron la zona, con parecido resultado. Retornaron a Buenos Aires en abril de 1746. Esta expedición fue relatada posteriormente a los superiores por el padre Cardiel.
Al regreso de esa misión, Strobel volvió al pueblo de la Concepción, donde recibió en 1746 el encargo de fundar una nueva reducción junto a los sacerdotes Falkner, Cardiel y Garau. Este establecimiento, denominado “Nuestra Señora del Pilar de Puelches”, se ubicó en cercanías de la sierra del Volcán, cerca de la actual ciudad de Mar del Plata, al margen de la laguna llamada entonces “De las Cabrillas” (actual laguna de los Padres), en una zona explorada en 1744 por Tomás Falkner.
La reducción estuvo destinada a la atención de las poblaciones de puelches, pehuenches, aucaes y serranos, y existió hasta 1751, en que fue destruida por el cacique Bravo y sus aliados. Actualmente existe en el lugar una réplica del establecimiento.
Durante su permanencia en dicha reducción, Strobel realizó varios informes a sus superiores, acerca de las labores y datos de interés, que se han conservado y recogido posteriormente por los historiadores.
Entre 1752 y 1754, ejerció como superior de las misiones guaraníes, residiendo en la reducción de Loreto, hasta que la misma fue desalojada por el decreto de expulsión de la Orden. Viajó al exilio y falleció en el Puerto de Santa María en Cádiz, el 30 de septiembre de 1769.